# Secretaria Regional do Ambiente e Recursos Naturais (Madeira)
A Secretaria Regional do Ambiente e Recursos Naturais (SRA) é um dos departamentos do Governo Regional da Madeira, com competências nos setores da água, ambiente, conservação da natureza, florestas, informação geográfica, cartográfica e cadastral, litoral, mar, ordenamento do território, parque natural, saneamento básico e urbanismo. A secretária regional atual é Susana Prada, geóloga.

## Organização da Secretaria
A SRA compreende apenas a Direção Regional de Ordenamento do Território e Ambiente (DROTA) e exerce tutela sobre os seguintes organismos e serviços:
- Instituto das Florestas e Conservação da Natureza, IP-RAM
- ARM - Águas e Resíduos da Madeira, S.A..